# Ultimate docking
Ultimate docking is een studioalbum van Klaus Schulze en Solar Moon. Het dubbelalbum, dat werd uitgegeven in 2017, is een heruitgave van Docking, dat een onderdeel was van Contemporary Works I. Dat was een verzamelalbum met (toen) nieuw werk. Die box was snel uitverkocht, want ze verscheen in een gelimiteerd aantal. Schulze bracht in de 21e eeuw veelal oud werk opnieuw uit, omdat de oude opnamen niet meer verkrijgbaar waren. De muziek is opgenomen rond 2000 in Hambühren (Moldau Studio), de eigen geluidsstudio van Schulze. Voor de gelegenheid van de heruitgave werd een tweede disc bijgeleverd met alternatieve opnamen.

## Musici
- Klaus Schulze – synthesizers (voornamelijk Moog) en stringsynthesizers
- Tom Dams – synthesizers, elektronica, stem
- George Solar – bassynthesizer

## Muziek
| Nr. | Titel             | Duur  |
| --- | ----------------- | ----- |
| 1.  | Let the rain come | 22:42 |
| 2.  | You get what ...  | 22:17 |
| 3.  | Strong            | 14:52 |
| 4.  | Sugar Mode        | 16:46 |

| Nr. | Titel                           | Duur  |
| --- | ------------------------------- | ----- |
| 1.  | Strong (dub version)            | 24:36 |
| 2.  | What you deserve (poly dub)     | 28:55 |
| 3.  | What you deserve (instrumental) | 22:34 |